# M8 Greyhound
De M8 Greyhound (Greyhound betekent windhond) was een 6x6-pantserwagen geproduceerd door Ford tijdens de Tweede Wereldoorlog.

## Geschiedenis

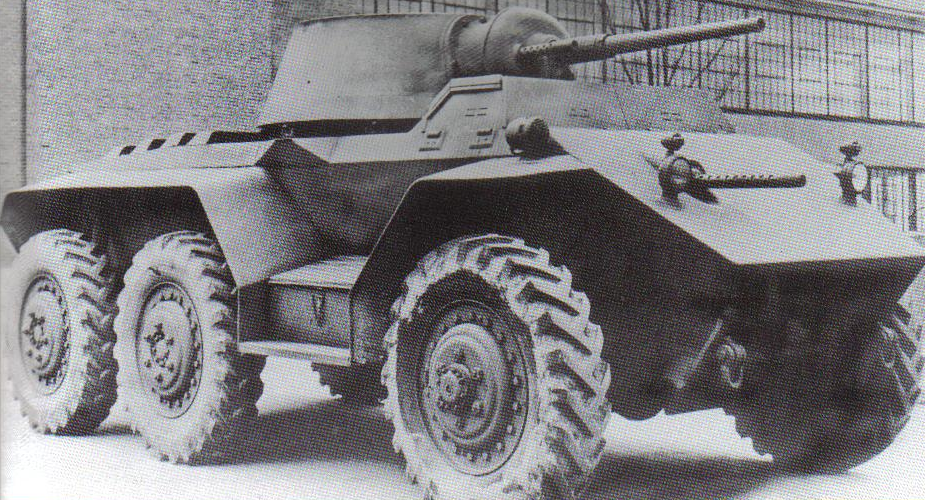
Prototype model van Ford (T22)

In 1941 had het Amerikaanse leger behoefte aan een snelle en licht gepantserde tankjager. In de plannen werd een 37 mm-antitankkanon en twee machinegeweren, een in de toren en een in de romp, opgenomen als bewapening, en dezelfde 6 cilinder benzinemotor die werd gebruik in de M3 Scout Car. In oktober 1941 begonnen Ford en Fargo, de defensiedivisie van Chrysler, met de ontwikkeling van een prototype, gevolgd door Studebaker in januari 1942. Ford kwam in maart 1942 als eerste met zijn model, de T22, die door het Amerikaanse leger werd getest. Inmiddels was duidelijk geworden dat het 37 mm-kanon te licht was om succesvol op te treden tegen Duitse tanks, waardoor het gebruikt zou gaan worden als verkenningsvoertuig zonder de eisen aan te passen. In april 1942 besloot het leger verder te gaan met het ontwerp van Ford, en de voorstellen van Studebaker (T21) en Chrysler (T23) zijn nooit overwogen. Na enkele aanpassingen, waaronder het elimineren van het machinegeweer in de romp, kreeg Ford op 1 mei 1942 de eerste order voor 5000 exemplaren. De officiële militaire aanduiding werd Light Armored Car, M8.

## M8
De M8 was een lichte pantserwagen uitgerust met een M6 37 mm-kanon en een machinegeweer. De bewapening was centraal opgesteld en de motor achterin geplaatst. De prestaties in het terrein waren niet bevredigend, maar daar kon weinig aan verbeterd worden. De bodemplaat werd versterkt want de bemanning was kwetsbaar als het voertuig over een landmijn reed. Medio 1944 kregen sommige voertuigen een extra machinegeweer tegen luchtdoelen boven op de toren. De M8 werd tot het einde van de oorlog door Amerikaanse en Britse troepen gebruikt in Europa en het Verre Oosten. Het was de enige lichte pantserwagen die het Amerikaanse leger heeft ingezet in de Tweede Wereldoorlog.
De Greyhound kwam in serieproductie in maart 1943 en toen de productie in 1945 eindigde waren er 8.634 gebouwd. Hij werd voor het eerst gebruikt in Italië in 1943 en het Amerikaanse leger gebruikte hem zowel in Europa als het verre Oosten. Er werden er meer dan 1.000 aan Groot-Brittannië, Frankrijk en Brazilië gegeven via de Lend-Lease Act. Het voertuig werd snel, betrouwbaar genoeg en genoeg bewapend en bepantserd bevonden voor verkenningsmissies. In 1943 ging het Amerikaanse leger al op zoek naar opvolgers voor de Greyhound. Hiervan werden ook prototypes gebouwd die beter waren dan de M8 maar deze waren niet meer nodig. De Greyhound werd nog gebruikt in de Koreaanse Oorlog en daarna uit dienst genomen. Veel voertuigen werden echter naar NAVO bondgenoten en derdewereldlanden verscheept waar ze tot op de dag van vandaag nog in gebruik zijn.

## M20

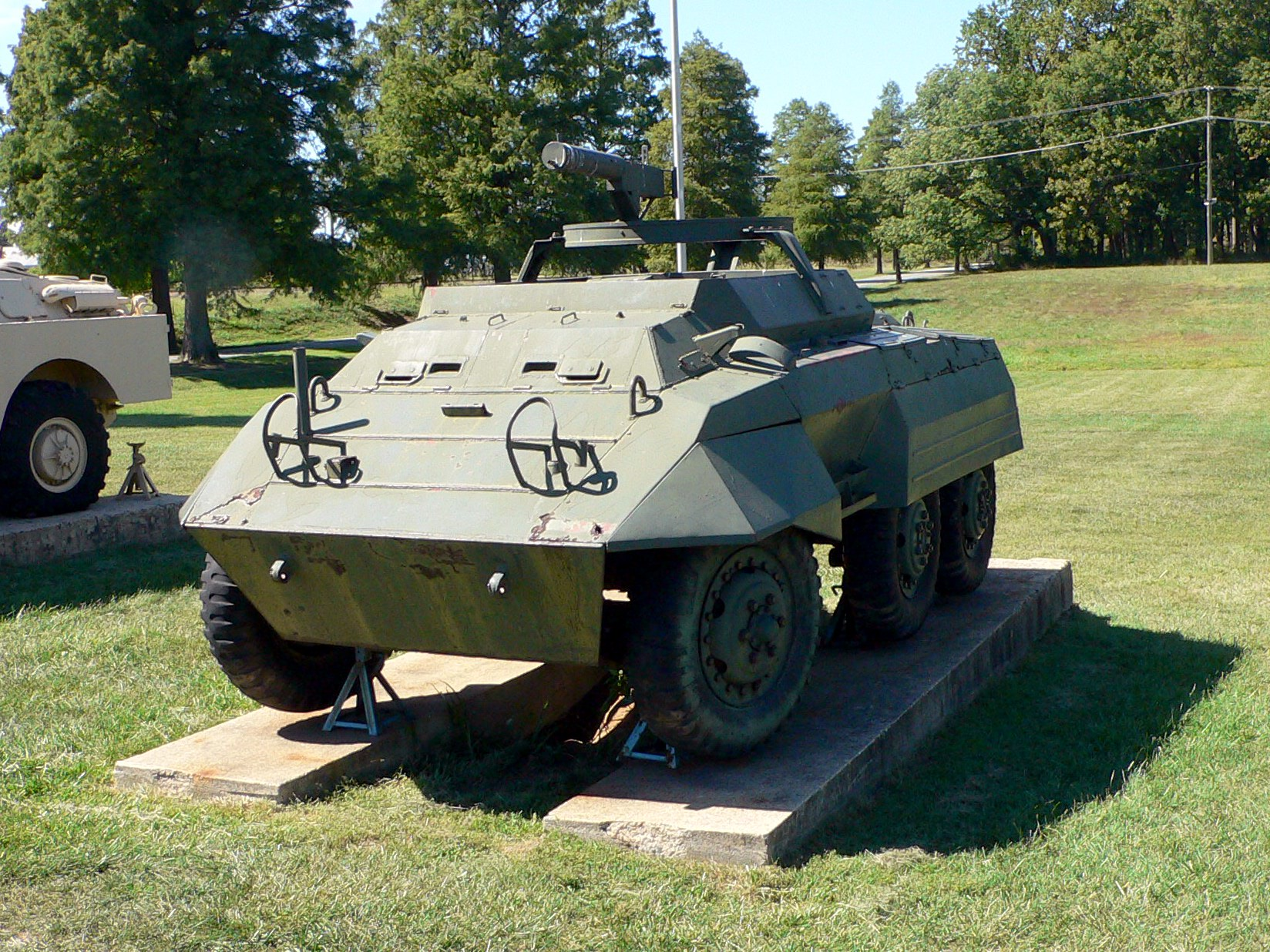
M20 gepantserd personeelsvoertuig

De M20 is een variant van de M8 en werd ontwikkeld als commandowagen en personeelsvoertuig. De eerste exemplaren werden vanaf medio 1943 afgeleverd. Aan het eind van de oorlog waren er 3791 van gemaakt. Het belangrijkste verschil met de M8 is het ontbreken van het kanon. De M20 had als hoofdbewapening een machinegeweer die op een ring boven op het voertuig was geplaatst. Verder was er ruimte voor handgranaten, antitankmijnen en munitie. De motor was dezelfde als van de M8, een Hercules zescilinder benzinemotor met een cilinderinhoud van 5,25 liter. Het vermogen van 110 pk gaf het voertuig een topsnelheid van ongeveer 90 km/h en hellingen tot 30° vormden geen probleem. Alle M20s waren uitgerust met een radio, maar de commandovoertuigen hadden een tweede radio met een groter bereik om communicatie met het verder naar achter gelegen hoofdkwartier mogelijk te maken. In het terrein was het voertuig minder mobiel ondanks de aandrijving op alle zes wielen en het ontbreken van een dak maakte de bemanning kwetsbaar voor vijandig vuur.